# Umm-Kulthum (cantant)
|  | Aquest article tracta sobre la cantant. Vegeu-ne altres significats a «Umm-Kulthum». |

Umm-Kulthum (àrab: أمّ كلثوم, Umm Kulṯūm; també transcrit, en alfabet llatí, com Om Koultoum, Om Kalthoum, Oum Kalsoum, Oum Kalthum, Omm Kolsoum, Umm Kolthoum, Um Kalthoom, Omme Kolsoum o Umm Kultūm, entre altres) (Tamay Ez-Zahayra, 4 de maig de 1904 - el Caire, 3 de febrer de 1975) fou una cantant solista, compositora i actriu egípcia, coneguda com a «l'Estrella de l'Orient». Més de quatre dècades després de la seva mort encara és considerada la cantant més famosa i distingida del món àrab del segle xx. Umm-Kulthum tenia un veu femenina de contralt i mezzosoprano.
És coneguda per la seva veu poderosa i per interpretar cançons de temàtica religiosa, amorosa i nacionalista egípcia (com per exemple, poemes d'Àhmad Xawqí i d'Àhmad Ramí). També és coneguda sovint com la «cantant del poble» per participar al llarg de la seva vida en obres benèfiques. Esporàdicament, també treballà com a actriu de cinema.
A Egipte és considerada un símbol nacional. Ha estat anomenada «la veu d'Egipte» i «la quarta piràmide d'Egipte».

## Biografia

### Joventut

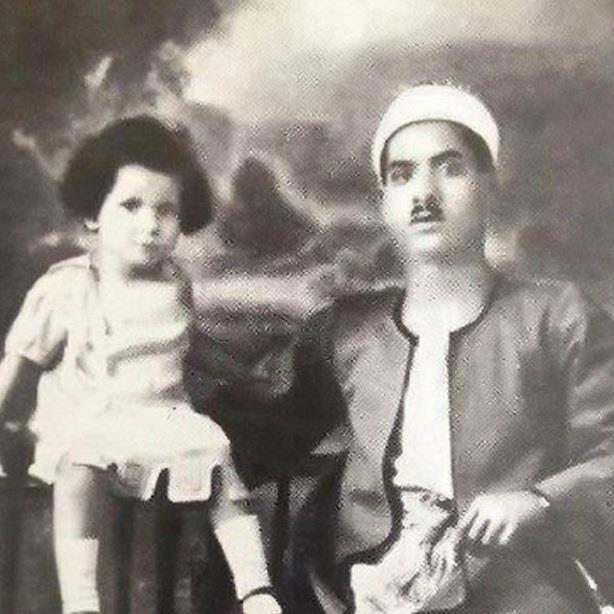
Umm-Kulthum de petita amb el seu pare, Ibrahim El Beltagi

Umm-Kulthum va néixer a la localitat de Tamay ez-Zahayra, a El Senbellawein, governació d'Al-Daqahliyah, Egipte. La seva data de naixença és discutida; certes fonts la situen l'any 1898, d'altres el 1902 o el 1908, mentre que el registre de la província de governació d'Al-Daqahliyah indica que fou el 4 de maig de 1904. Tanmateix, era habitual en aquella època, i sobretot en zones rurals, registrar els nens uns mesos o anys després del naixement. En conseqüència, és molt probable que Umm-Kulthum hagués nascut durant els primers anys del segle xx.
El seu pare, Ibrahim El Beltagi, era un imam, mentre que la seva mare es deia Fatmah al-Maliji. El seu pare li ensenyà a recitar l'Alcorà i es diu que se l'acabà aprenent de memòria. Quan tenia 12 anys, el seu pare veié la força amb què cantava i li demanà que s'unís al grup de cant familiar, cosa que feu com a segona veu. Al principi només repetia allò que cantaven els altres.

## Carrera professional
Dues coneixences van marcar la seva vida artística: d'una banda la del poeta Ahmed Rami, que li va escriure 137 cançons i que la va introduir en la literatura francesa, que havia estudiat a la Sorbona, i de l'altra Mohamed El Qasabji, un compositor i virtuós del llaüt que li va obrir les portes del Palau de Teatre Àrab, on Umm-Kulthum va tenir el seu primer èxit públic. El 1932, la seva reputació havia augmentat de tal manera que va poder fer una primera gira per l'Orient Mitjà: Damasc, Bagdad, Beirut, Trípoli, etc. El 1948 la seva celebritat li va permetre de conèixer Gamal Abdel Nasser.
Durant els any 1930, el seu repertori va iniciar la primera de les diverses direccions estilístiques específiques que prendreia. Les seves cançons eren virtuoses, ja que la seva veu recentment entrenada i molt capaç estava en forma, i romàntica i moderna quant a l'estil musical, alimentant els corrents predominants en la cultura popular egípcia del moment. Va treballar intensament amb textos del poeta romàntic Ahmed Rami i del compositor Mohamed El-Qasabgi, les cançons del qual incorporaven instruments europeus com el violoncel i el contrabaix, així com l'harmonia. L'any 1936, Umm-Kulthum va fer el seu debut com a actriu en la pel·lícula Weddad de Fritz Kramp. Durant la seva carrera, actuaria en cinc pel·lícules més, quatre de les quals dirigides per Ahmed Badrakhan sent Sallama i Fatma les més populars.

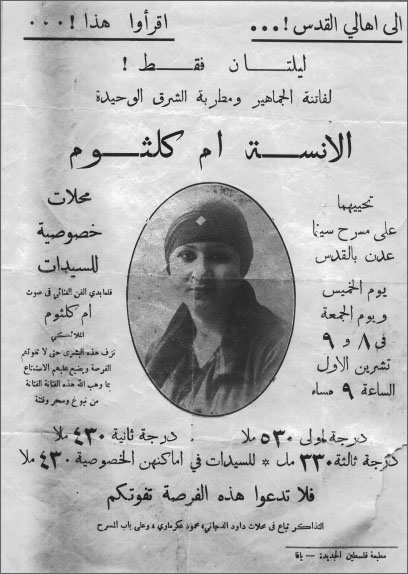
Pòster que anuncia un concert d'Umm-Kulthum a Jerusalem durant el Mandat britànic de Palestina. 1 de gener de 1930

L'any 1934, Umm-Kulthum va cantar per l'emissió d'inauguració de Radio Cairo, una emissora estatal. De llavors ençà, actuaria en un concert a les 21:30 cada primer dijous de mes fins a l'any 1972. Els concerts mensuals d'Umm-Kulthum serien coneguts per tenir l'habilitat de buidar els carrers d'algunes de les ciutats més poblades del món ja que la gent anava a casa a sintonitzar-lo. La seva influència va seguir creixent i es va expandir més enllà de l'escena artística: la família reial al poder li demanava concerts privats i fins i tot assistia a les seves actuacions públiques.
El rei Faruk I d'Egipta va concedir a Kulthum l'Ordre de les Virtuts (nishan el kamal) l'any 1944, una condecoració reservada exclusivament als membres de la família reial i als polítics. Malgrat aques reconeixement, la família reial es va oposar fermament al seu matrimoni potencial amb el tiet del rei, un rebuig que va ferir profundament el seu orgull i que la va acabar distanciant de la família reial. Enlloc d'això, va donar suport a diverses causes, com ara donar resposta a la petició de la legió egípcia atrapada a Al Faluja durant la guerra entre la Lliga Àrab i Israel de 1948 que cantés una cançó en concret. El grup d'homes atrapats incloïa figuraes que acabarien liderant la revolució pacífica del 23 de juliol de 1952, principalment Gamal Abdel Nasser.
Després de la revolució, els músics egipcis, gremi del qual passaria a formar part i que acabaria presidint, la van rebutjar perquè havia cantat per al rei Faruk I d'Egipte, llavors destutuït. Quan Nasser va descobrir que estava prohibit emetre les seves cançons a la ràdio, va afirmar "Que s'han tornat bojos? Què volen, que Egipte es revolti contra nosaltres?" Posteriorment, Nasser es va assegurar de programar els seus discursos perquè fossin compatibles amb les actuacions de Kulthum a la ràdio.
Alguns afirmen que la popularitat d'Umm-Kulthum va ajudar en l'agenda política de Nasser. Per exemple, els discursos de Nasser i altres missatges governamentals eren sovint emesos immediatament després dels concerts mensuals radiofònics d'Umm-Kulthum. També va cantar moltes cançons en suport de Nasser, amb qui va conrear una amistat propera. Una d'aquestes cançons — "Wallāhi Zamān, Yā Silāḥī" ("Ha passat molt de temps, O arma meva")— va ser adaptada com l'himne nacional d'Egipte de 1960 a 1979, quan el president Sadat va revocar-lo en les negociacions per la pau amb Israel i el va substituir amb "Bilady, Bilady, Bilady", l'himne actual d'Egipte, menys militar. Umm-Kulthum va ser també coneguda per les constants contribucions en obres que donaven suport als esforços militars d'Egipte.

### Edat d'or

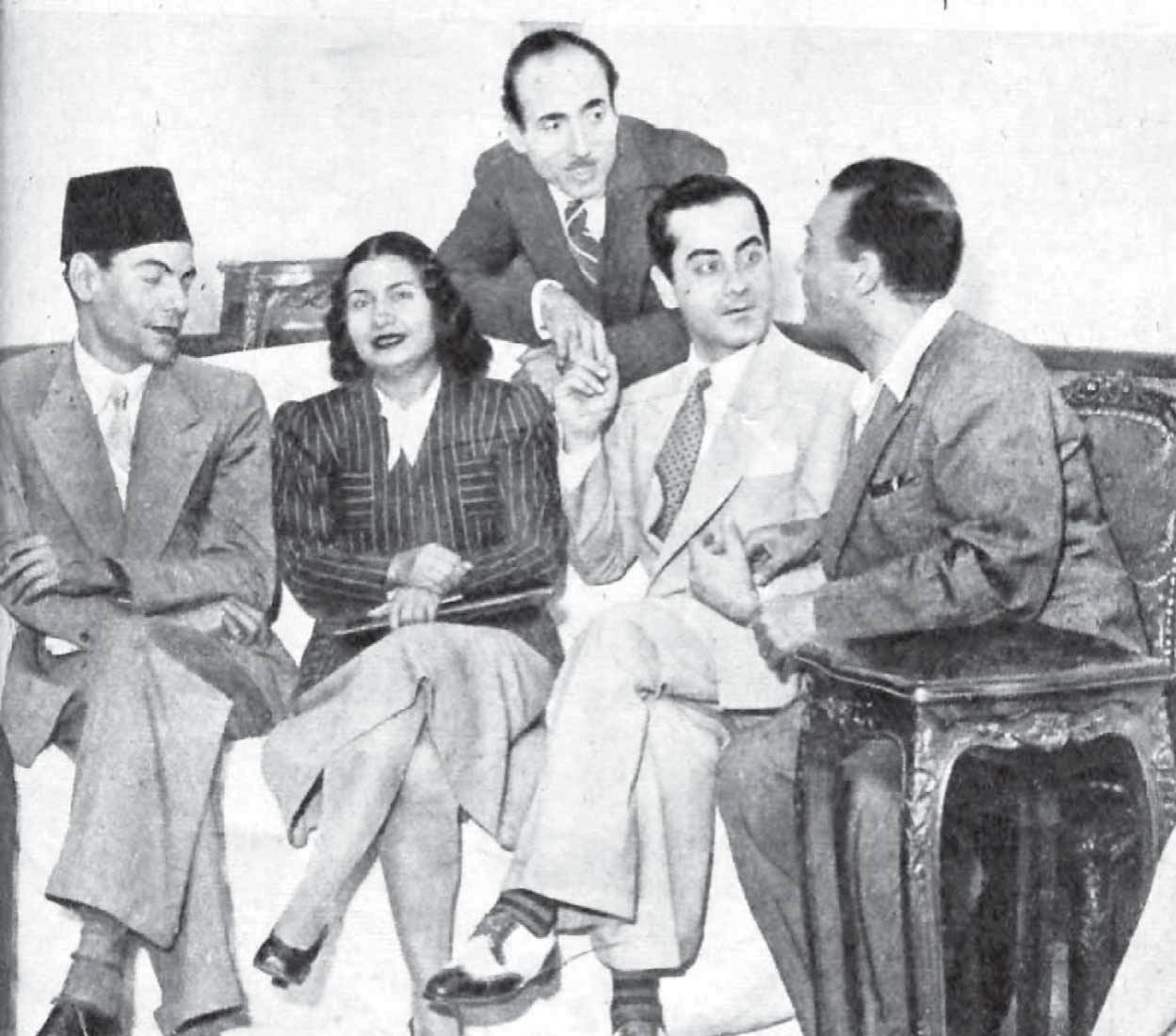
Umm-Kulthum amb alguns dels noms més prominents de la música clàssica d'Egipte. D'esquerra a dreta: Riad Al Sunbati, Mohamed El Qasabgi, Farid al-Atrash, Zakariya Ahmad.

Les direccions musicals d'Umm-Kulthum en els anys 1940 i a principis dels 1950 i el seu estil d'actuació madur van fer que aquest període seu es conegués poopularment com l'"edat d'or" d'Umm-Kulthum. Seguia canviant el gust musical del públic així com les seves pròpies inclinacions artístiques a principis dels anys 1940 i demanava cançons al compositor Zakariya Ahmad i al poeta Mahmud Bayram el-Tunsi en estils que es consideraven autòctonament egipcis. Això representava un abandonament dramàtic de les cançons romàntiques modernistes dels anys 1930, moviment principalment liderat per Mohammad El-Qasabgi. Umm-Kulthum va començar a donar l'esquena a la música de Qasabgi a principis de 1940. La seva última col·laboració dalt de l'escenari va ser l'any 1941, la cançó "Raq el Habib" ("El cor de l'amant s'estova"), una de les seves cançons més popular. La raó per la qual es van separar no és clara. S'especula que podria ser en part pel fracàs popular de la pel·lícula Aida, en què Umm-Kulthum cantava principalment composicions de Qasabgi, inclosa la primera part de l'òpera. Qasabgi estava experimentant amb la música àrab, sota la influència de la música europea clàssica, i estava component per Asmahan, un cantant que va emigrar d'Egipte a Síria i va ser l'últim competidor seriós d'Umm-Kulthum abans de la mort d'Asmahan en un accident de cotxe l'any 1944.
Després d'aquest canvi, Umm-Kulthum va començar a confiar fortament en Riad Al Sunbati, un compositor més jove que s'havia unit al seu equip artístic uns anys abans. Com que Sonbati havia estat influenciat per Qasabgi durant els primers anys de la seva carrera, les línies melòdiques que componia eren més líriques i més acceptables pels oients d'Umm Kulthum. Les col·laboracions entre Rami/Sonbati i al-Tunisi/Ahmad van resultar en un reportori popular i populista per l'audiència d'Egipte.
L'any 1946, Umm-Kulthum va sorprendre presentant un poema religiós en àrab clàssic. "Salou Qalbi" ("Pregunta-li al meu cor") va ser escrit per Ahmad Sawqi i va ser compost per Ryad Al Sunbati. El seu èxit va ser immediat i va recordar els primers anys artístics de Kulthum. La cantant interpretaria cançons similars: poemes de Shawqi musicats per Sonbati, com ara "Woulida el Houda" ("Ha nascut el profeta"; 1949), en què va sorprendre els monàrquics cantant un vers que descrivia el Profeta Mahoma com l'"Imam dels Socialistes". En el pic de la seva carrera, l'any 1950, Umm-Kulthum va cantar els arrenjaments de Sonbati de la traducció de l'àrab clàssic d'Ahmed Rami dels quartets d'Omar Khayyam (Rubaiyat de Khayyam). Rami va considerar aquesta traducció com l'èxit més gran de la seva carrera. La cançó incloïa quartets que tractaven tant l'epicureisme com la redempció.
Al voltant del 1965, Umm-Kulthum va començar a col·laborar amb el compositor Mohammed Abdel Wahab. La seva primera cançó composta per Abdel Wahabva ser "Enta Omri" ("Ets la meva vida"). El poema d'Ibrahim Nagi "Al-Atlal" ("Les ruïnes"), estrenada per Umm-Kalthum l'any 1966 i en què s'utilitzava tant una improvisació com la melodia composta per Sonbati, va ser també considerada una de les seves cançons insígnia. Com que les habilitats musicals d'Umm-Kulthum havien empitjorat lleugerament en aquell moment, es pot veure aquesta cançó com l'últim exemple de música genuïnament àrab en uns temps en què fins i tot Umm-Kulthum havia començat a cantar peces influenciades per Occident i compostes pel seu antic rival Mohammed Abdel Wahab.
Les seves cançons tracten, majoritàriament, sobre temes universals com l'amor, la nostàlgia i la pèrdua. El concert típic d'Umm-Kulthum consistia en dues o tres cançons durant un període de tres a cinc hores. Aquestes actuacions mostren, en certa manera, la reminiscència de l'estructura de l'òpera occidental, que consisteix en passatges vocals llargs enllaçats per interludis orquestrals més breus. Tanmateix, en l'estil, Umm-Kulthum no estava influenciada per l'òpera, i va cantar a capella durant la major part de la seva carrera. La durada de les cançons d'Umm-Kulthum en les seves actuacions era dinàmica, ja que repetia les línies que el públic li demanava. Per exemple, de les actuacions en directe disponibles (unes 30) de la cançó Ya Zalemni, una de les seves cançons més populars, varien en durada dels 45 als 90 minuts, en funció del públic i del seu estat creatiu per a la improvisació (no obstant això, cal destacar que la durada d'una actuació no reflectia necessàriament ni la seva qalitat ni la creativitat improvisativa de Kulthum). Una tècnica d'improvisació seva, típica dels cantars antics en àrab clàssic, era repetir un vers o estança una vegada i una altra, canviant subtilment l'èmfasi emotiva i la intensitat així com explorant una o diverses escales musical modals (maqām) duent el seu públic cada cop a un estat eufòric i extàtic conegut en àrab com "tarab" طرب. Utilitzava aquesta tècnica durant tant temps com podia, tot i que la regressió vocal relacionada amb l'edat i la seva occidentalització de la música àrab van fer que anés abandonant aquest art. La creativitat esponània d'Umm-Kulthum com a cantant és especialment impressionant quan, després de sentir totes aquestes variacions de la mateixa cançó durant un període de cinc anys (1954–1959), a l'oient se li ofereix una experiència totalment única i diferent. Aquesta relació intensa i altament personalitzada va ser una de les raons del gran èxit artístic d'Umm-Kulthum.

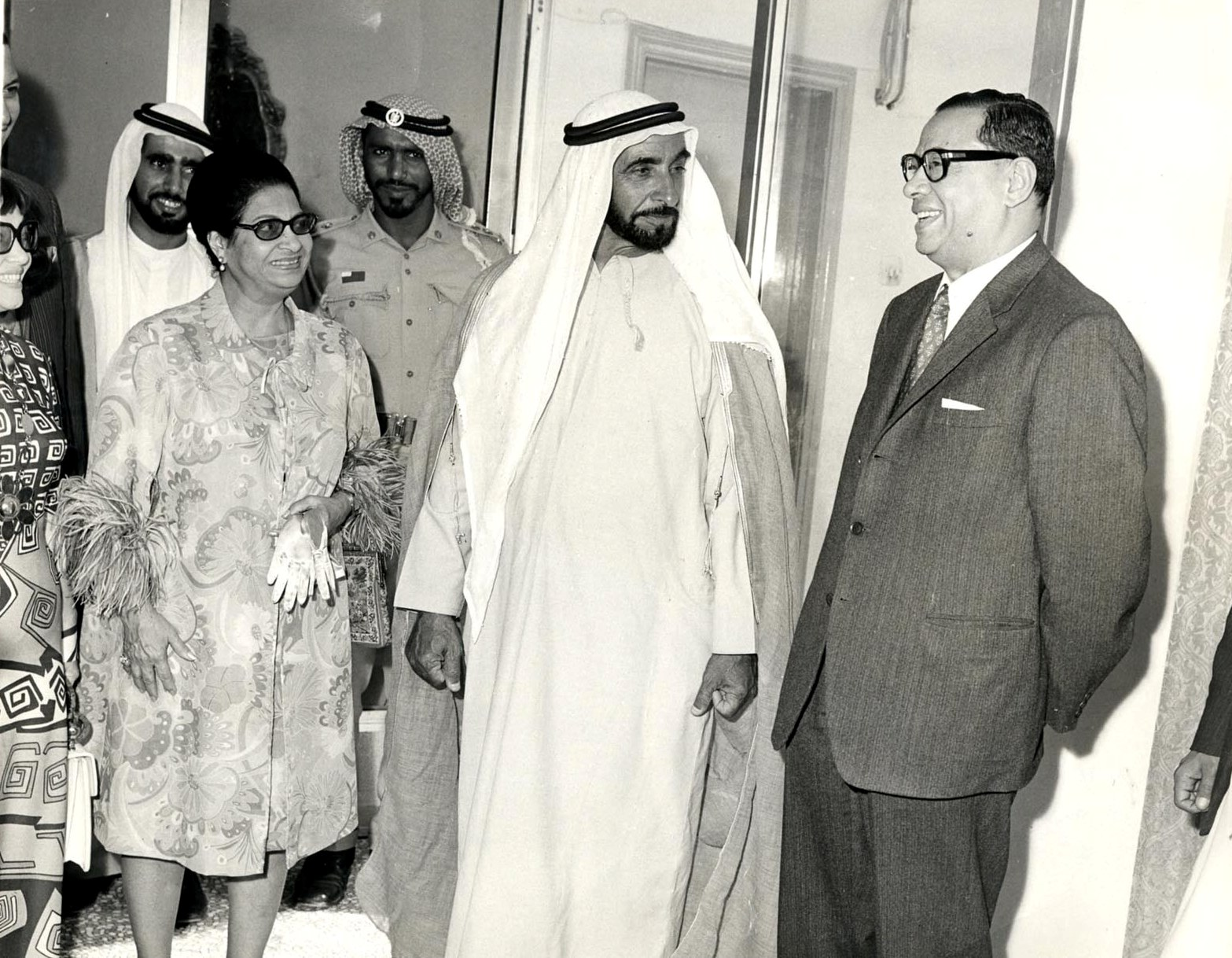
Umm-Kulthum amb Zayed II bin Sultan Al Nahayan a Abu Dhabi l'any 1971

Segons André Chouraqui, al maig de 1967, just abans de la Guerra dels Sis Dies, se la va sentir a Radio Cairo i a Radio Damas cantant "Slaughter, slaughter, slaughter and have no pity ..." ("Mateu, mateu, mateu i no tingueu pietat") referint-se als zionistes d'Israel. Una altra font menciona la creació d'una cançó de guerra. Laura Lohman va identificar diverses altres cançons de guerra creades per ella en aquell mateix període. L'any 1969, en va fer una altra "Asbaha al-Ana 'indi Bunduqiyyah" ("Ara tinc un rifle").
Les seves cançons van prendre una qualitat més mística l'any 1967, després de la derrota d'Egipte en la Guerra dels Sis Dies. "Hadeeth el Rouh" ("La xerrada de l'ànima"), que és una traducció del poeta Mohammad Iqbal's "Shikwa". Es diu que els generals del públic van acabar plorant de l'emoció. Després de la fundació dels Emirats Àrabs Units (EAU) l'any 1971, va ser convidada a actuar en diferents concerts pel seu primer president Zayed II bin Sultan Al Nahayan.
Umm-Kulthum també va cantar pels compositors Mohammad El Mougi, Sayed Mekawy i Baligh Hamdi.

### Defunció i enterrament
L'any 1967, li diagnosticaren un cas de nefritis aguda i després d'unes proves a Londres mostraren que era inoperable. El gener de 1973, donà el seu últim concert al Palau del Nil. Passà una temporada als Estats Units beneficiant-se de la tecnologia mèdica avançada, però l'any 1975, quan havia retornat al seu país, decaigué la seva salut a causa d'una nova crisi de la malaltia i hagueren d'hospitalitzar-la. Al seu poble natal del delta vetllaren tota la jornada llegint l'Alcorà; Umm-Kulthum morí a l'hospital del Caire el 3 de febrer de 1975 a trenc d'alba.
El 6 de febrer de 1975, se celebrà el funeral de la cantant Umm-Kulthum a la mesquita Omar Makram del Caire, que fou multitudinari i es convertí en una de les concentracions més populoses de la història del món car es concentraren entre un milió i quatre milions d'assistents al llarg d'un quilòmetre i mig; fou la segona major concentració d'Egipte després del funeral de Nasser.
Els cairotes s'apoderaren del taüt i el passejaren durant hores pels carrers del Caire fins a la mesquita al-Sayyid Husayn, una de les preferides de la cantant. Allí el xeic de la mesquita repetí les oracions funeràries i pregà que dirigissin el taüt a la seva tomba, inferint que Umm-Kulthum era una dona pietosa i hauria volgut ser enterrada ràpidament com marca la tradició musulmana; seguint aquest desig fou soterrada.

## Llegat
Es considera Umm Kulthum una de les més grans cantant en la història de la música àrab.
Umm-Kulthum ha influït significativament en un cert nombre de músics tant dels països àrabs com de fora. Entre altres, Jah Wobble manifestà que Umm-Kulthum havia significat una influència important en la seva obra. Bob Dylan digué: «Ella és sensacional. Ella ho és. Realment sensacional.» Maria Callas, Jean-Paul Sartre, Marie Laforêt, Salvador Dalí, Nico, Robert Plant, Bono i Led Zeppelin també s'han declarat admiradors de la seva música. Youssou N'Dour, fen seu des de la infància, va gravar el seu àlbum de 2004 Egypt amb una orquestra en homenatge al seu llegat. Una de les seves cançons més conegudes, Enta Omri, ha estat la base de moltes versions, com per exemple un projecte del 2005 format per artistes d'Israel-Palestina i d'Egipte.
Charles de Gaulle la va anomenar "la Noia" ("the Lady") i Maria Callas la va anomenat la "Veu Incomparable". Encara avui en dia, ha mantingut el seu estatus de gairebé mite entre els joves egipcis. L'any 2001, el govern egipci inaugurà el museu Kawkab al-Sharq (Estrella de l'Orient) en memòria de la cantant. El museu disposa de certs efectes personals que havien pertangut a Umm-Kulthum, com les seves ulleres de sol i xals, com també nombroses fotografies, gravacions i d'altres objectes d'arxiu.

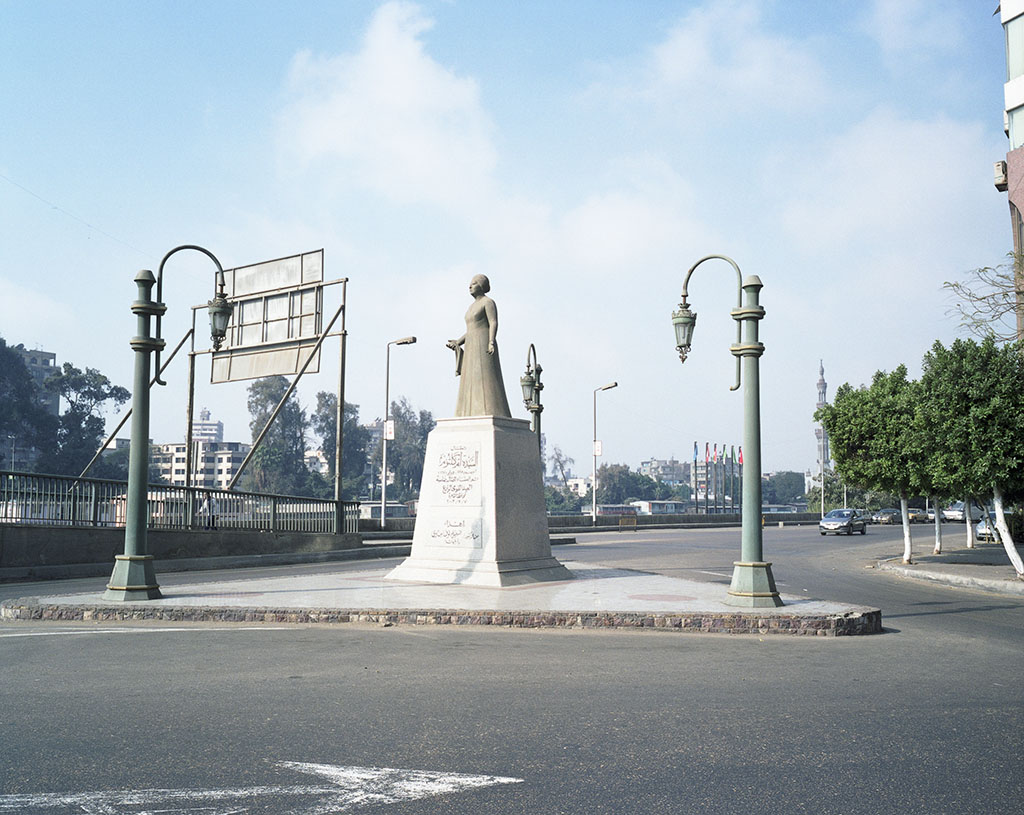
Monument dedicat a Umm Kulthum a Zamalek, el Caire; es troba a prop de l'antiga casa de la cantant.

Els crítics i els periodistes han destacat que a més d'influenciar molts altres artistes, també va entrar en la vida de milions de fans. Les seves actuacions combinaven retòrica purament emocional i política; va tenir una gran influència política ja que en parlava en les seves cançons. Un exemple d'això es pot trobar en les actuacions musicals que eva fer després de la Segona Guerra Mundial. Superficialment, aquestes cançons eren d'amor, però una interpretació més profunda de les seves lletres -per exemple, de la cançó "Salue Qalbi"- mostra les motivacions polítiques de Kulthum, en uns temps de tensió política. La retòrica política en la música d'Umm Kulthum influencia encara els músics d'avui en dia, tant a Egipte com en altres països de l'Orient Mitjà i globalment.

### Veu
Umm-Kulthum tenia un rang de veu de contralt. Hi ha poques cantants contralt, que són les que tenen la tessitura més baixa de la veu femenina. Umm-Kultum era coneguda per la seva habilitat d'improvisar i es diu que mai no cantava una línea dos cops igual. Va ser estudiant d'Abu al-Ila Muhammad prop des de després d'arribar al Caire i fins que va morir (ell) l'any 1927. Ell li va ensenyar a adaptar la veu al significat i la melodia seguint l'estètica àrab tradicional.

## Discografia seleccionada
- Aghadan alqak (1971)
- Alif Leila wa Leila (maqam nahawand) (1969)
- Arouh li Meen o Arook Lemeen (maqam rast) (1958)
- Al Atlal (maqam huzam) (1966)
- Amal Hayati (1965)
- Ansak Ya Salam (1960)
- Aqbal al-layl (1969)
- Araka asiya al-dam
- Awwidt 'ayni (1958)
- Baeed Anak (maqam bayyati) (1965)
- Betfaker fi Meen (maqam bayati)
- Dalili Ehtar (1958)
- Dhikrayatun (1956)
- El Hobb Kolloh (maqam rast)
- Enta Fein Well Hobbi Fein (maqam bayyati)
- Ental Hobb (maqam nahwand)
- Enta Omri (maqam kurd) (1964)
- Es'al Rouhak
- Fakarouni (maqam rast) (1966)
- Fit al-ma' ad (maqam sikah) (1967)
- Gharib' Ala Bab erraja (1955)
- Ghulubt asalih (1946)
- Hadeeth el Rouh (maqam kurd) (1967)
- Hagartek o Hajartak (1959)
- Hasibak lil-zaman (1957)
- Hathehe Laylati (maqam bayyati)
- Hayarti Qalbi Ma'ak (maqam nahwand) (1961)
- Hakam 'alayna al-haw'a (1973)
- Hobb Eih] (maqam bayyati) (1960)
- Howwa Sahih El-Hawa Ghallab (1960)
- Kull al-ahabbah (1941)
- Kull laylah wi-kull yum (1962)
- La Diva – CD, EMI Arabia, 1998
- La Diva II – CD, EMI Arabia, 1998
- La Diva III – CD, EMI Arabia, 1998
- La Diva IV – CD, EMI Arabia, 1998
- La Diva V – CD, EMI Arabia, 1998
- Leilet Hobb (1973)
- Lel Sabr Hedod (maqam sikah) (1965)
- Lessa Faker (maqam ajam) (1963)
- Men Agl Aynayk (1957)
- Othkorene
- Raq il Habeeb (1941)
- Retrospective – Artistes àrabs associats
- Rihab al-huda (al-Thulathiyah al-Muqaddisah) (1972)
- Rubaiyat Al-Khayyam (maqam rast) (1949)
- Sirat el Houb (maqam sikah) (1964)
- Toof we Shoof (1967)
- The Classics – CD, EMI Aràbia, 2001
- Wi-darit il-ayyam (maqam nahwand) (1970)
- Ya Karawan (1926)
- Yali Kan Yashqiq Anini (1949)
- Ya Msaharny (1972)
- Ya Zalemny (1951)
- Zalamna El Hob (1962)

## Filmografia
- 1936: Wedad d'Ahmed Badrakhan i Fritz Kramp
- 1937: Nashid al-Amal  (El cant de l'esperança)
- 1940: Dananir d'Ahmed Badrakhan
- 1942: Aydah d'Ahmed Badrakhan
- 1945: Salamah de Togo Mizrahi
- 1947: Fatmah d'Ahmed Badrakhan